# Geographie Vietnams
Die Geographie Vietnams ist die Beschreibung der physischen Beschaffenheit des Staatsgebietes Vietnams sowie die hierdurch bedingte Wechselwirkung zwischen diesem Lebensraum und seinen Bewohnern.
Vietnam liegt im Osten des Festlandes von Südostasien und erstreckt sich entlang der Ostseite der Indochinesischen Halbinsel bis zum Golf von Thailand.

## Lage

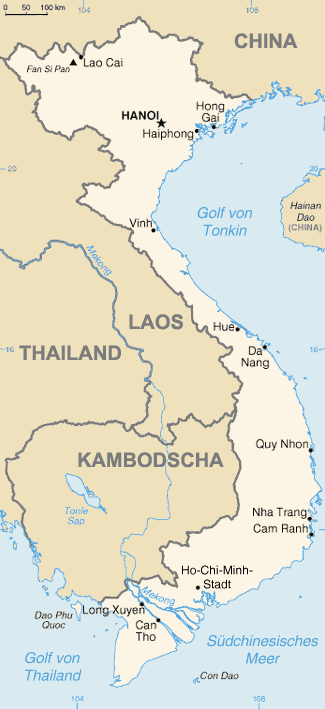
Karte Vietnams

Der weitläufige Nordteil Vietnams grenzt im Westen an den nördlichen Teil der Demokratischen Volksrepublik Laos und im Norden an die südchinesischen Provinzen Yunnan und Guangxi. Der schmale Mittel- und Südteil des Landes erstreckt sich von Norden nach Süden auf der Indochinesischen Halbinsel zwischen dem Südchinesischen Meer im Osten und Süden, dem Golf von Thailand und Kambodscha im Südwesten sowie dem südlichen Teil Laos’ im Westen.

## Landschaftsbild
Die Fläche der Sozialistischen Republik Vietnam entspricht fast derjenigen Deutschlands. Das Land umfasst die weiten Ebenen der Flussdeltas von Rotem Fluss und Mekong, die gesamte östliche Festlandküste Südostasiens und Gebirgszüge sowie Hochebenen im Hinterland. Die Nord-Süd-Ausdehnung Vietnams beträgt etwa 1650 km, die Ost-West-Breite im Norden bis zu 500 km, an der schmalsten Stelle in Mittelvietnam nur 50 km. Die Küstenlinie hat eine Länge von über 3400 km, auch die Landesgrenzen zu den drei Nachbarstaaten sind der langgestreckten Form Vietnams wegen über 3000 km lang.
Die Silhouette Vietnams wird auch als „Bambusstange mit zwei Reisschalen“ beschrieben, da im Norden (Bắc Bộ) und im Süden (Nam Bộ) zwei fruchtbare Flussdeltas liegen, in denen viel Reisanbau betrieben wird und sich im mittleren Vietnam (Trung Bộ) ein schmales, eher karges, von Wald und Gebirge geprägtes Gebiet befindet. Der Anteil von Gebirgen und Hochebenen beträgt ungefähr 3/4 der gesamten Fläche Vietnams.

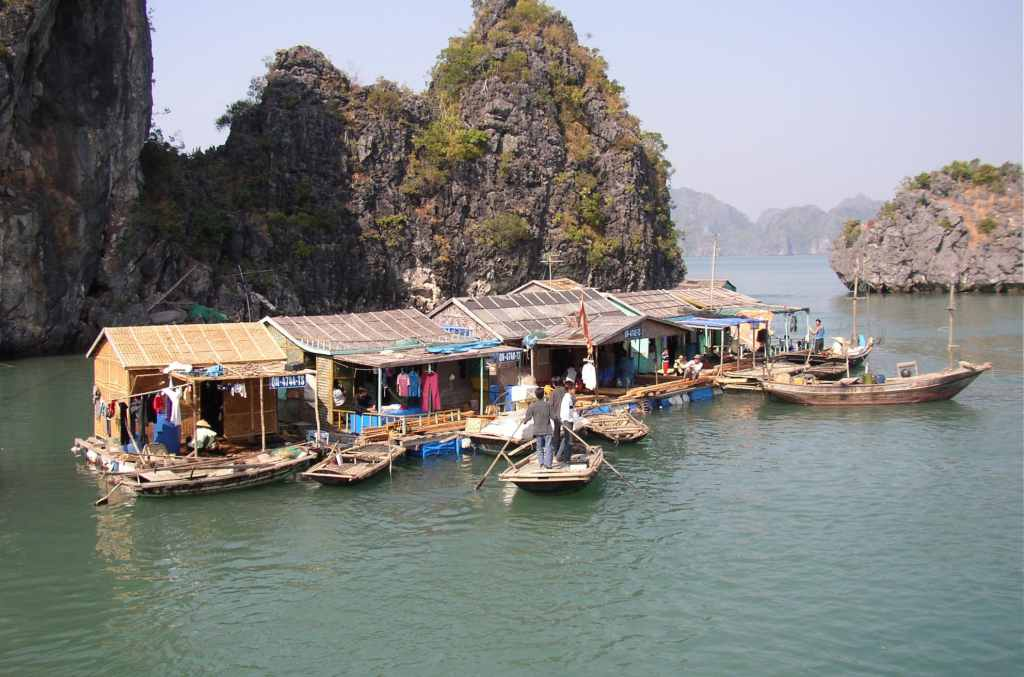
Schwimmendes Dorf in der Halong-Bucht

Etwas detaillierter können fünf Landschaften unterschieden werden:
- Yunnan-Hochland: Gebirgslandschaft im Norden des Landes, wo Vietnam an China grenzt. Hier befindet sich mit dem Phan-xi-păng (3144 m) der höchste Berg des Landes. Die Region ist Siedlungsgebiet vieler ethnischer Minderheiten. Der größte touristische Anziehungspunkt der Gegend ist die Stadt Sa Pa am Fuße des Phan-xi-păng.
- Delta des Roten Flusses: diese fruchtbare Gegend rund um die Hauptstadt Hanoi erstreckt sich bis zum Golf von Tonkin. Die bekanntesten Touristenattraktionen des Deltas sind die südlich von Hanoi gelegenen Kalksteinfelsen um Ninh Bình und die Halong-Bucht, östlich der Hauptstadt.
- Annamitengebirge: das bergige, dünn besiedelte Hinterland Mittel- und Südvietnams wird vor allem von ethnischen Minderheiten bewohnt.
- Annamitischer Küstenstreifen: der schmale Küstensaum zwischen dem Gebirge und dem Südchinesischen Meer in Mittel- und Südvietnam ist relativ dicht besiedelt.
- Mekong-Delta: fruchtbare, ebenfalls dicht besiedelte Schwemmland-Ebene, an deren nordöstlichen Rand die Millionenstadt Ho-Chi-Minh-Stadt (früher Saigon) liegt.

## Wichtige Städte
Die zwei mit Abstand wichtigsten Städte sind die Hauptstadt Hà Nội und die Hafenstadt Thành phố Hồ Chí Minh (Ho-Chi-Minh-Stadt), welche früher Hauptstadt Südvietnams war und heute wieder verstärkt mit ihrem ursprünglichen Namen Sài Gòn bezeichnet wird. Während Saigon eine der schnellstwachsenden Boomstädte der Welt ist, hat Hanoi das Image, ruhiger und eleganter zu sein. In der Tat ist Hanoi der südlichen Metropole in wirtschaftlichen Belangen weit unterlegen.
Weitere wichtige Städte sind die Hafenstädte Cần Thơ, Đà Nẵng, Hải Phòng und Nha Trang, die in ihrem Stadtbild stark französisch geprägt sind, da viele Kirchen und Villen aus der Kolonialzeit erhalten geblieben sind. Die Stadt Huế als Hauptstadt während der letzten Kaiserdynastie und die kaiserliche Sommerresidenz Đà Lạt im südlichen Hochland sind von großer geschichtlicher Bedeutung und ziehen viele Besucher an. Auch die Handelsstadt Hội An wird von vielen Touristen besucht. Reine Industriestädte sind hingegen Vinh, Ninh Bình, Mỹ Tho oder Bến Tre.
Die gesamte Küste ist mit touristisch teils unerschlossenen Stränden übersät. Beispiele dafür sind Mũi Né, Long Hải und Vũng Tàu am Südchinesischen Meer sowie Hà Tiên am oder die Insel Phú Quốc im Golf von Thailand.

## Inseln
Vor der langen Küste Vietnams liegen eine Vielzahl von Inseln, darunter
- Phú Quốc, im Südwesten, die größte Insel Vietnams
- Die Thổ-Chu-Inseln, südlich von Phú Quốc
- Die Inselgruppe Côn Đảo mit 16 Inseln im Süden
- Hòn Bà, eine kleine Insel im Süden
- Die Inseln des Distrikts Lý Sơn in der Mitte der langen Küste
- Hòn Ngư, eine kleine Insel im Norden
- Hòn Mê, nördlich von Hòn Ngư
- Cát Bà, ganz im Norden, nahe der chinesischen Grenze, mit weiteren, über 2.000 Inseln

Vietnam erhebt außerdem Ansprüche auf die Spratly- und die Paracel-Inseln, zwei umstrittenen Inselgruppen im südchinesischen Meer.

## Klima

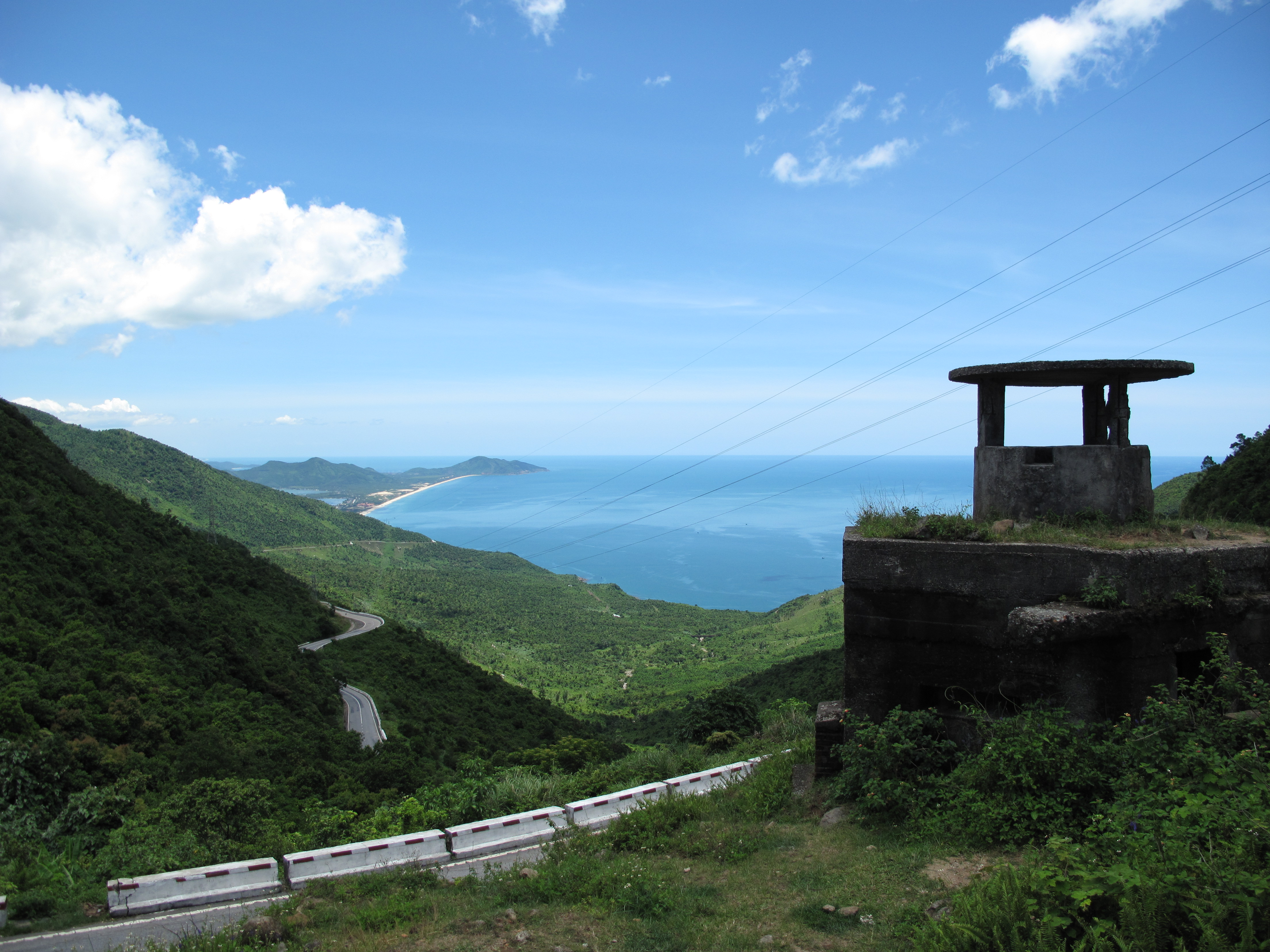
Hai-Van-Pass (Wolkenpass)

Das Klima Vietnams ist im Norden subtropisch, im zentralen und südlichen Teil tropisch-wechselfeucht.
Der Norden weist ein wintertrockenes subtropisches Klima auf, in dem es eine kühle und trockene Jahreszeit von November bis April und eine heiße und feuchte von Mai bis Oktober gibt. Der meiste Regen fällt hier zwischen Juli und September.
In Zentralvietnam gibt es sowohl tropisches Monsunklima als auch tropisches Savannenklima. Die Jahreszeiten sind hier weniger ausgeprägt als im Norden. Von Januar bis August ist es meist heiß und trocken, die Regenzeit liegt zwischen September und Dezember.
Im Süden ist es das ganze Jahr über tropisch warm. Man kann hier drei Jahreszeiten unterscheiden: eine warm-trockene (November – Januar), eine heiß-trockene (Februar – Mai) und während des Südostmonsuns die Regenzeit (Juni – Oktober).
Die Wetterscheide zwischen nord- und südvietnamesischen Gebieten bildet der Wolkenpass nördlich von Đà Nẵng.
Während der Regenzeit wüten häufig Taifune, die besonders im Mekong-Delta, aber auch in anderen Küstenregionen Überschwemmungen anrichten können.

## Umwelt
Der Einsatz von Umweltgiften durch die USA während des Vietnamkrieges hat die vietnamesische Natur nachhaltig geschädigt. Vor allem das mit polychlorierten Dibenzodioxinen und -furanen wie TCDD verunreinigte Herbizid Agent Orange, von dem die US-Luftwaffe etwa 40 Millionen Liter über dem Land versprühte, zeigt in großen Landstrichen nach wie vor Wirkung, da sich die Giftstoffe nur sehr langsam zersetzen und eine Halbwertszeit von etwa einem Jahrzehnt haben.
Der eigentliche Wirkstoff Di- und Trichlorphenoxyessigsäurebutylester schädigt dabei grüne Pflanzenteile, während die mutagenen/teratogenen Verunreinigungen, vor allem TCDD, die Fauna inklusive Menschen erheblich schädigen. So wurde während des Krieges etwa die Hälfte der Mangrovensümpfe zerstört, die sich nicht selbst regenerieren können. Die entlaubten Hänge im Landesinneren können nach wie vor nicht aufgeforstet werden, denn es können sich nur sehr widerstandsfähige Gräser halten, die während der Trockenzeit sehr anfällig für Flächenbrände sind. In der Regenzeit kommt es in diesen Regionen daher auch zu extremer Erosion.
Unter den Spätfolgen der Kontamination mit TCDD haben nicht nur jene immer noch zu leiden, die damals direkt damit in Berührung kamen (Chlorakne, Krebs). Das Gift fand auch seinen Weg in die Nahrungskette. Auch 40 Jahre nach Ende der Kriegshandlungen finden die dadurch verursachten Schädigungen von Erbgut unter anderem in signifikant erhöhten Zahlen an Fehl-, Tot- und Missgeburten ihren Niederschlag.
Neben Umweltgiften sind in den ländlichen Gebieten auch noch eine große Zahl von Blindgängern und Landminen zu finden. Nach wie vor werden jedes Jahr Bauern und Altmetallsucher von explodierender Munition getötet oder verletzt.
Millionen Hektar der tropischen Wälder, die zuvor bereits unter den Herbiziden zu leiden hatten, wurden seit den 1960er Jahren durch Brandrodung und Abholzung zerstört. Besonders betroffen hiervon ist der teils schwer zugängliche Norden. Zwar versucht die Regierung dem Einhalt zu gebieten, aber der Druck der schnell wachsenden Bevölkerung und die Armut in den Bergprovinzen veranlassen die Leute immer wieder dazu, Wald niederzubrennen, um Ackerland zu gewinnen. Tropenhölzer, wie das Teakholz, werden in Vietnam, wie in ganz Südostasien trotz inzwischen strenger gesetzlicher Regelungen nach wie vor illegal gewonnen, um daraus Möbel für den europäischen, US-amerikanischen und japanischen Markt zu fertigen.
Es gibt Programme mit teils großer ausländischer Hilfe, die das Umweltbewusstsein der Vietnamesen stärken sollen. Regierung und Umweltorganisationen setzen große Hoffnungen in die Entwicklung des Ökotourismus. Sie haben bereits mehrere Nationalparks eingerichtet – den ältesten davon schon 1962 –, und einige Landschaften des Landes stehen unter besonderem Schutz der UNESCO.

## Tiere

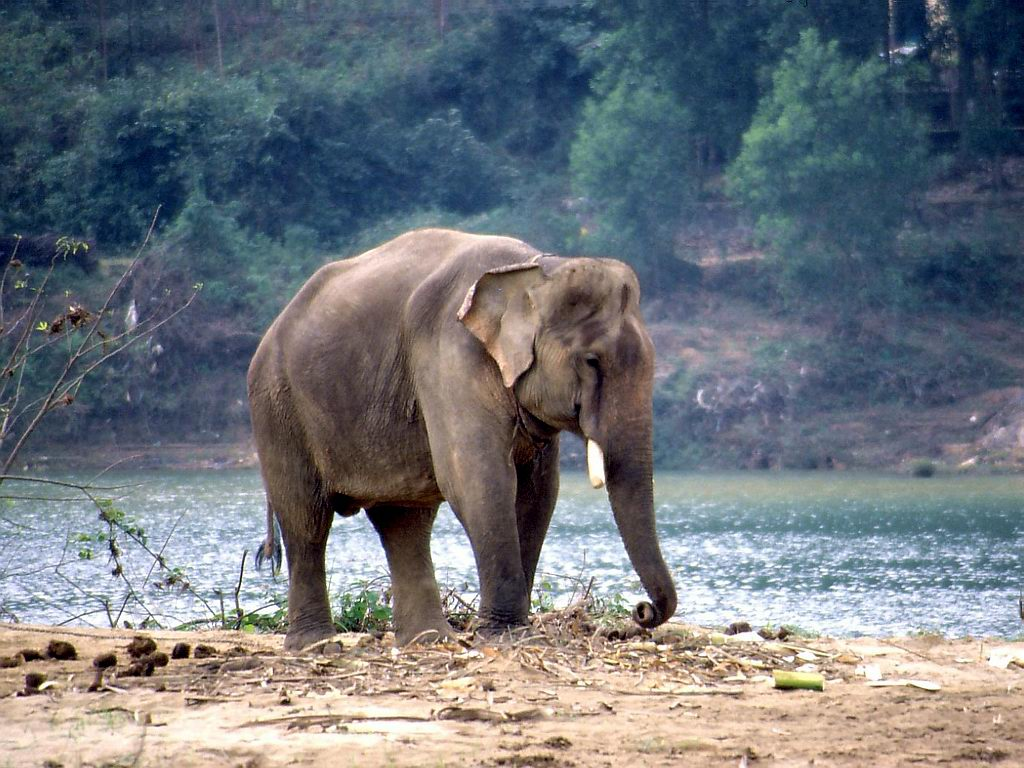
Arbeitselefant am Ufer des Parfüm-Flusses in Mittel-Vietnam

Vietnam hat eine artenreiche Tierwelt, die jedoch durch die fortschreitende Zerstörung der Wälder bedroht ist. So leben nach neueren Schätzungen nur mehr rund 200 Tiger, weniger als 60 Asiatische Elefanten und nur noch 10 Java-Nashörner dort, deren Überleben allesamt fraglich ist. Die Nashörner waren der Wissenschaft bis vor kurzem unbekannt und sind auf das Gebiet des Cat-Tien-Nationalparks beschränkt. Außerhalb Vietnams leben die seltenen Tiere nur im Ujung-Kulon-Nationalpark auf der Insel Java. Weitere in Vietnam beheimatete Säugetiere umfassen Primaten (Schopfgibbons, Plumploris, Languren, Makaken), Raubtiere (darunter Malaienbären, Marmorkatzen sowie etliche Schleichkatzenarten), Paarhufer (Kantschile, Muntjaks, Hirsche, Bantengrinder, Gaure) sowie zahlreiche Fledermaus- und Nagetiergattungen. Die Vogelwelt ist ebenfalls artenreich, dazu gehören Fasane, Nashornvögel, Eulen, Greifvögel, Reiher und zahlreiche Singvögel. Auch Krokodile, Schlangen, Echsen und Frösche sind in diesem Land beheimatet, dazu zahllose Arten von Insekten und Wirbellosen. In den 1990er-Jahren wurden mehrere neue Arten Vietnams beschrieben, darunter das Vu-Quang-Rind und mehrere Muntjakarten. Das Vu-Quang-Rind wird im Vu-Quang-Nationalpark geschützt.

## Pflanzen
In der Flora Vietnams, welche durch Krieg, Brandrodungen oder Abholzung stark geschädigt wurden (siehe Abschnitt „Umwelt“), konnten mehr als 14.600 Pflanzenarten aus über 200 Familien eingetragen werden. Vietnams Mangrovenwälder sind – nach denen im Amazonasgebiet – die größten der Welt. Es gibt ca. 1000 verschiedene Nutzhölzer in Vietnam. Zudem werden Kautschuk, Baumwolle, Kaffee, Tee, Gewürze, Reis, sowie diverses Gemüse und Früchte angebaut. Geografisch kann man erkennen, dass Ackerbau eher an der Küste Vietnams betrieben wird. Hingegen befindet sich im Landesinneren größtenteils tropischer Regenwald.

## Karten

Regionen Vietnams
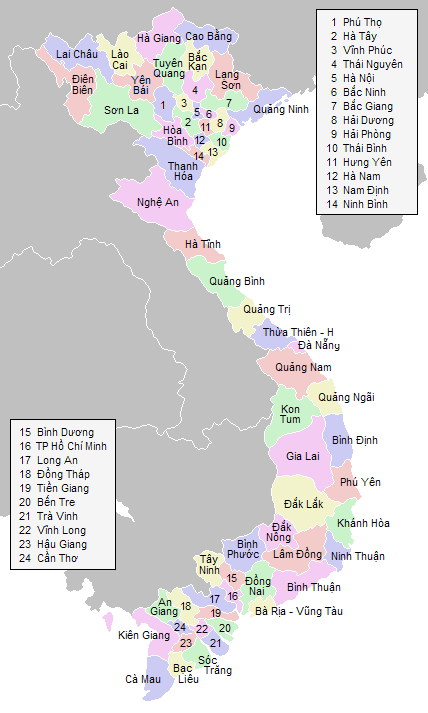
Provinzen Vietnams
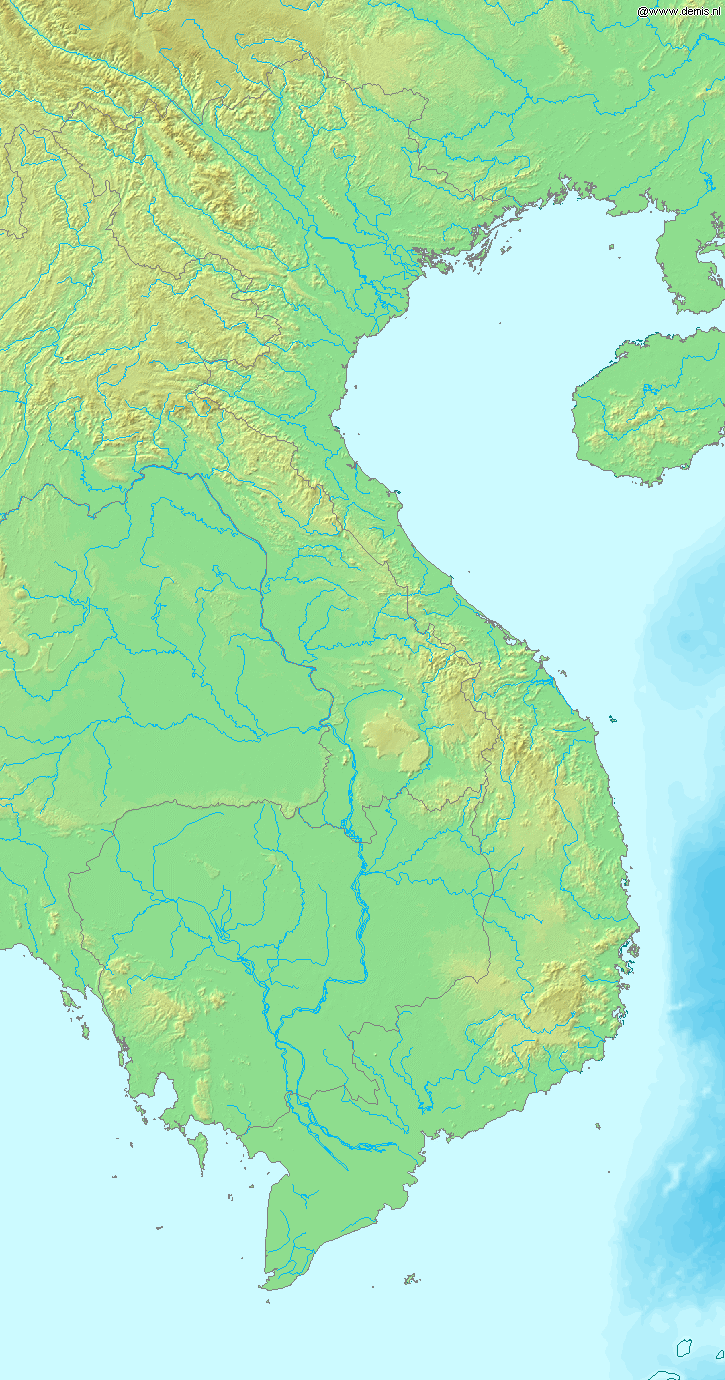
Topografische Karte